# Pi Mensae c
Pi Mensae c (π Mensae c), también conocido como HD 39091 c es un planeta extrasolar que se encuentra a 59,59 años luz (18,27 pc) de distancia en la constelación de Mensa. El planeta fue anunciado en órbita alrededor de la amarilla estrella subgigante Pi Mensae el 16 de septiembre de 2018. Tiene una masa de 4,82 ± 0,85 M⊕ y un radio de 2,14 ± 0,044 {\displaystyle R_{\oplus }}es una supertierra, orbita a su estrella cada 6,27 días (0,06839 ± 0,00050 UA). Es la primera detección publicada de exoplanetas de la nave espacial TESS.